# Flin Flon
Flin Flon – górnicze miasto leżące w Kanadzie na granicy prowincji Manitoba i Saskatchewan. Administracyjnie miasto należy do prowincji Manitoba. Miasto zostało założone w 1927 roku przez firmę górniczą zajmująca się wydobyciem w regionie miedzi i cynku. Nazwa miasta wzięła się od Josiaha Flintabbateya Flonatin bohatera książki The Sunless City autorstwa Jamesa Edwarda Prestona Muddocka.